# Taxandria
Taxandria es un género con unas 13 especies de plantas de flores perteneciente a la familia Myrtaceae. Todas son endémicas del oeste de Australia, creciendo cerca de la costa en el sudoeste. 
La mayoría de las especies de Taxandria crecen generalmente como arbustos, pero la Taxandria juniperina crece como árbol y alcanza los 27 m de altura y la Taxandria linearifolia que crece como árbol con 5 m de altura.

## Especies
Taxandria juniperina

Taxandria angustifolia

Taxandria conspicua

Taxandria marginata

Taxandria lineariflolia